# Svistella bifasciata
Svistella bifasciata är en insektsart som först beskrevs av Tokuichi Shiraki 1911.  Svistella bifasciata ingår i släktet Svistella och familjen syrsor. Inga underarter finns listade i Catalogue of Life.